# دايفيد د. ويذرز
دايفيد د. ويذرز (بالإنجليزية: David D. Withers)‏ هو شخصية أعمال أمريكي، ولد في 22 يناير 1822 في نيويورك في الولايات المتحدة، وتوفي بنفس المكان في 18 فبراير 1892.